# Dudua
Dudua är ett släkte av fjärilar. Dudua ingår i familjen vecklare.

## Dottertaxa tillDudua, i alfabetisk ordning[1]
- Dudua adocima
- Dudua anaprobola
- Dudua anisoptera
- Dudua aprobola
- Dudua brachytoma
- Dudua carpophora
- Dudua charadraea
- Dudua chlorohygra
- Dudua crossotoma
- Dudua cyclographa
- Dudua eumenica
- Dudua hemigrapta
- Dudua hemitypa
- Dudua hesperialis
- Dudua kusaiensis
- Dudua lamproterma
- Dudua metacyma
- Dudua metallota
- Dudua microsema
- Dudua perornata
- Dudua perusta
- Dudua phyllanthana
- Dudua piratodes
- Dudua pottsi
- Dudua proba
- Dudua proxima
- Dudua ptarmicopa
- Dudua scaeaspis
- Dudua syndeltias
- Dudua tectigera
- Dudua tetanota
- Dudua ultima